# 2. ŽNL Vukovarsko-srijemska
2. ŽNL Vukovarsko-srijemska predstavlja 7. stupanj nogometnih natjecanja u Hrvatskoj. Ligu čini 33 kluba podijeljenih u 3 skupine – Vinkovci (14), Vukovar (13) i Županja (6). 
Prvoplasirani klubovi ulaze u viši razred –  1. ŽNL Vukovarsko-srijemsku, dok posljednjeplasirani iz skupina Vinkovci ispada u 3. ŽNL Vukovarsko-srijemsku dok iz NS Vukovar i NS Županja nitko ne ispada, jer je za ta nogometna središta 2. ŽNL najniži stupanj.

### Klubovi u 2. ŽNL Vukovarsko-srijemskoj u sezoni 2024./25.
| 2. ŽNL NS Vinkovci |                 |
| Klub               | Mjesto          |
| NK Borac           | Retkovci        |
| HNK Croatia        | Novi Jankovci   |
| NK Hajduk Mirko    | Mirkovci        |
| NK Marinci         | Marinci         |
| NK Mladost         | Antin           |
| NK Mladost         | Privlaka        |
| NK Nosteria        | Nuštar          |
| NK Polet           | Donje Novo Selo |
| NK Slavonac        | Prkovci         |
| NK Sloga           | Novi Mikanovci  |
| NK Sremac          | Markušica       |
| NK Šokadija        | Stari Mikanovci |
| NK Vidor Matijević | Srijemske Laze  |
| NK Zrinski         | Tordinci        |

| 2. ŽNL NS Vukovar |             |
| Klub              | Mjesto      |
| ŠNK Dunav         | Sotin       |
| NK Hajduk         | Bapska      |
| NK Hajduk         | Tovarnik    |
| HNK Lipovača      | Lipovača    |
| ŠNK Lovas         | Lovas       |
| NK Mladost        | Svinjarevci |
| NK Mohovo         | Mohovo      |
| NK Petrovci       | Petrovci    |
| HNK Radnički      | Vukovar     |
| NK Rusin          | Mikluševci  |
| NK Sloga          | Pačetin     |
| NK Sremac         | Ilača       |
| NK Tompojevci     | Tompojevci  |

| 2. ŽNL NS Županja |                   |
| Klub              | Mjesto            |
| NK Jadran         | Gunja             |
| NK Posavac        | Posavski Podgajci |
| NK RAŠK           | Rajevo Selo       |
| NK Sloga          | Račinovci         |
| NK Srijemac       | Strošinci         |
| NK Vrbanja        | Vrbanja           |

## Povijest
Do sezone 2000./01., 2. ŽNL Vukovarsko-srijemska je bila je jedinstvena, od sezone 2001./02. do sezone 2005./06., bila je podijeljena u dvije skupine ("A"/"Sjever" i "B"/"Jug"), da bi od sezone 2006./07., bila podijeljena na tri skupine po nogometnim središtima (NS Vukovar, NS Vinkovci i NS Županja)

### Dosadašnji pobjednici
| Jedinstvena liga |        |                              |
| Sezona           | Razred | Prvak                        |
| 1995./96.        | 5.     | NK Srijemac Strošinci        |
| 1996./97.        | 5.     | NK Meteor Slakovci           |
| 1997./98.        | 5.     | NK Sloga Štitar              |
| 1998./99.        | 5.     | NK Mladost Privlaka          |
| 1999./2000.      | 5.     | NK Posavac Posavski Podgajci |
| 2000./01.        | 5.     | NK Lipovac                   |

| Grupa "A" (Sjever) |        |                     |
| Sezona             | Razred | Prvak               |
| 2001./02.          | 5.     | NK Nosteria Nuštar  |
| 2002./03.          | 5.     | NK Hajduk Tovarnik  |
| 2003./04.          | 5.     | NK Mladost Privlaka |
| 2004./05.          | 5.     | NK Meteor Slakovci  |
| 2005./06.          | 5.     | NK Zrinski Tordinci |

| Grupa "B" (Jug) |        |                              |
| Sezona          | Razred | Prvak                        |
| 2001./02.       | 5.     | NK Borac Kalistović Drenovci |
| 2002./03.       | 5.     | NK Sladorana Županja         |
| 2003./04.       | 5.     | NK Šokadija Stari Mikanovci  |
| 2004./05.       | 5.     | NK Mladost Vođinci           |
| 2005./06.       | 5.     | NK Mladost Cerić             |

| NS Vinkovci |        |                                    |
| Sezona      | Razred | Prvak                              |
| 2006./07.   | 6.     | NK Borac Retkovci                  |
| 2007./08.   | 6.     | NK Slavonac Komletinci             |
| 2008./09.   | 6.     | NK Lipovac                         |
| 2009./10.   | 6.     | NK Mladost Vođinci                 |
| 2010./11.   | 6.     | NK Vidor Matijević Sremske Laze    |
| 2011./12.   | 6.     | NK Meteor Slakovci                 |
| 2012./13.   | 6.     | NK Hrvatski sokol Mirkovci         |
| 2013./14.   | 6.     | NK Sloga Novi Mikanovci            |
| 2014./15.   | 7.     | NK Slavonac Komletinci             |
| 2015./16.   | 6.     | NK Mladost Privlaka                |
| 2016./17.   | 6.     | NK Borinci Jarmina                 |
| 2017./18.   | 6.     | NK Vidor Matijević Sremske Laze    |
| 2018./19.   | 6.     | HNK Frankopan Rokovci-Andrijaševci |
| 2019./20.   | 6.     | NK Nosteria Nuštar                 |
| 2020./21.   | 6.     | NK Šokadija Stari Mikanovci        |
| 2021./22.   | 6.     | NK Slavonac Prkovci                |
| 2022./23.   | 7.     | NK Lovor Nijemci                   |
| 2023./24.   | 7.     | NK Frankopan Rokovci-Andrijaševci  |

| NS Vukovar |        |                      |
| Sezona     | Razred | Prvak                |
| 2006./07.  | 6.     | NK Hajduk Tovarnik   |
| 2007./08.  | 6.     | HNK Borovo Vukovar   |
| 2008./09.  | 6.     | HNK Vupik Vukovar    |
| 2009./10.  | 6.     | NK Sloga Borovo      |
| 2010./11.  | 6.     | NK Sinđelić Trpinja  |
| 2011./12.  | 6.     | HNK Radnički Vukovar |
| 2012./13.  | 6.     | NK Sinđelić Trpinja  |
| 2013./14.  | 6.     | NK Sinđelić Trpinja  |
| 2014./15.  | 7.     | NK Šarengrad         |
| 2015./16.  | 6.     | NK Sinđelić Trpinja  |
| 2016./17.  | 6.     | NK Bršadin           |
| 2017./18.  | 6.     | NK Negoslavci        |
| 2018./19.  | 6.     | NK Sinđelić Trpinja  |
| 2019./20.  | 6.     | NK Bršadin           |
| 2020./21.  | 6.     | HNK Mitnica Vukovar  |
| 2021./22.  | 6.     | NK Negoslavci        |
| 2022./23.  | 7.     | NK Sloga Borovo      |
| 2023./24.  | 7.     | NK Bršadin           |

| NS Županja |        |                              |
| Sezona     | Razred | Prvak                        |
| 2006./07.  | 6.     | NK Jadran Gunja              |
| 2007./08.  | 6.     | NK Slavonac Gradište         |
| 2008./09.  | 6.     | NK Vrbanja                   |
| 2009./10.  | 6.     | NK Borac Drenovci            |
| 2010./11.  | 6.     | NK Slavonija Soljani         |
| 2011./12.  | 6.     | NK Budućnost Šiškovci        |
| 2012./13.  | 6.     | NK Šokadija Babina Greda     |
| 2013./14.  | 6.     | NK RAŠK Rajevo Selo          |
| 2014./15.  | 7.     | NK Zrinski Bošnjaci          |
| 2015./16.  | 6.     | RNK Sladorana Županja        |
| 2016./17.  | 6.     | NK Budućnost Šiškovci        |
| 2017./18.  | 6.     | NK Borac Drenovci            |
| 2018./19.  | 6.     | NK Budućnost Šiškovci        |
| 2019./20.  | 6.     | NK Sloga Račinovci           |
| 2020./21.  | 6.     | NK Sloga Štitar              |
| 2021./22.  | 6.     | NK Županja 77                |
| 2022./23.  | 7.     | NK Posavac Posavski Podgajci |
| 2023./24.  | 7.     | NK Budućnost Šiškovci        |

## Vanjske poveznice
- Županijski nogometni savez Vukovarsko-srijemske županije  Arhivirana inačica izvorne stranice od 2. travnja 2015. (Wayback Machine)
- Nogomet VSZ – Portal o županijskom nogometu  Arhivirana inačica izvorne stranice od 22. siječnja 2011. (Wayback Machine)
- Vinkovački List
- Hrvatski nogometni savez